# Aldo Valletti
Aldo Valletti (Roma, 2 gennaio 1930 – Roma, 1º gennaio 1992) è stato un attore italiano.
Noto come caratterista ed interprete di film tanto grotteschi quanto drammatici, tra i suoi ruoli ricordiamo quello nel film Frankenstein all'italiana diretto da Armando Crispino, e quello in Salò o le 120 giornate di Sodoma, firmato da Pier Paolo Pasolini

## Biografia
Nato a Roma nel 1930, da giovane sembrava avviato alla carriera da sacerdote, ben presto ha però interrotto gli studi in seminario tirando a campare dando ripetizioni di latino agli studenti. Nel frattempo iniziò a frequentare Cinecittà come semplice comparsa. Basso di statura, capelli arruffati di colore rosso, bizzarro sorriso sottolineato da denti storti, volto inconfondibile con un leggero strabismo, esordisce nel mondo del cinema in età non più giovane, nel 1974, nel film Il lumacone di Paolo Cavara. Il suo primo ruolo in un film horror è in Il profumo della signora in nero di Francesco Barilli, sempre del 1974, dove ha impersonato un cannibale. Da allora ha continuato a comparire, spesso non accreditato, in qualsiasi film di genere in cui servisse un volto strambo e particolare come il suo.
Nel 1975 venne scelto da Franco Lo Cascio per il film L'educanda, e nello stesso anno interpretò il ruolo del luciferino femmineo Presidente nell'ultimo film diretto da Pier Paolo Pasolini, il discusso Salò o le 120 giornate di Sodoma che rimarrà la prima e unica pellicola in cui Aldo Valletti, qui doppiato dal regista Marco Bellocchio, è uno dei protagonisti. La scelta di assegnargli un ruolo così importante fu dovuta principalmente al suo aspetto fisico, che si avvicinava moltissimo alla descrizione del personaggio del presidente Durcet presente nel romanzo Le 120 giornate di Sodoma del Marchese de Sade, da cui trasse ispirazione Pasolini per la sua pellicola.
Sempre nel 1975 ottenne anche una piccola parte nel film di Armando Crispino Frankenstein all'italiana. Nel 1976 venne ingaggiato da Tinto Brass nel film Salon Kitty, dove interpretò la parte di un nobile, cliente abituale di un casino e con una particolare propensione verso il sesso. Nello stesso anno fece una comparsata in Febbre da cavallo di Steno (è visibile nel pubblico durante il processo ai protagonisti del film). Nel 1977 apparve nel film Stato interessante di Sergio Nasca e, nello stesso anno, interpretò il direttore del carcere nel film Io ho paura per la regia di Damiano Damiani. Valletti fu un attore in senso lato: privo di formazione professionale, è comunque riuscito a lavorare con registi quali Pier Paolo Pasolini, Lina Wertmüller, Damiano Damiani e Tinto Brass, essenzialmente per il suo particolare aspetto fisico che gli conferiva una marcata personalizzazione da caratterista. Da sottolineare è anche il suo impegno nell'impersonificare personaggi decisamente grotteschi, nonostante una personalità dolce e amichevole, come riconosciuto da molti suoi colleghi.
Altre fugaci apparizioni, seppur non accreditate, sono quelle in Il poliziotto è marcio (1974) di Fernando Di Leo, Superuomini, superdonne, superbotte (1975) di Alfonso Brescia, Il cav. Costante Nicosia demoniaco ovvero: Dracula in Brianza (1975) di Lucio Fulci, Pasqualino Settebellezze (1976) di Lina Wertmüller e Tutto suo padre (1978) di Maurizio Lucidi. L'ultima apparizione della sua breve carriera cinematografica risale al 1980, nel film Arrivano i gatti di Carlo Vanzina. Da allora non si hanno più notizie di lui, se non che è morto prematuramente a Roma un giorno prima del suo sessantaduesimo compleanno.

## Curiosità
- Ad una domanda sulla scelta degli attori per Salò o le 120 giornate di Sodoma, Pier Paolo Pasolini ebbe a dire di Valletti: «Si tratta di un generico che in più di vent'anni di lavoro non ha mai detto una battuta».[3].
- In una intervista su Salò o le 120 giornate di Sodoma, Pier Paolo Pasolini riferì che: «I signori e i potenti li ho scelti parte tra gli intellettuali in grado di recitare (Uberto Paolo Quintavalle, e alcuni doppiatori), parte tra persone che non dovessero recitare ma solo essere (Giorgio Cataldi e Aldo Valletti), e parte tra attori (Paolo Bonacelli, Elsa de Giorgi)».[4].
- In un'intervista del 2007 Ezio Manni, attore in Salò o le 120 giornate di Sodoma, ha riferito che: «Valletti era così come lo vedi in Salò, un imbranato. Era dolce, timoroso, a fine giornata si chiudeva in albergo e non usciva più. Diceva che doveva prepararsi per il giorno dopo, poi veniva sul set e sbagliava tutto. Si scordava le battute, si bloccava. Quando doveva torturare i ragazzi con la candela accesa, gli tremava la mano. Nella scena della mia uccisione, non gli sparava la pistola, una frana»[5]. Fu anche per questo e per la sua scarsa propensione alla recitazione che venne doppiato da Marco Bellocchio, storico collaboratore di Pasolini.
- Uberto Paolo Quintavalle in Giornate di Sodoma, scrive su Valletti: «Un ex seminarista che non si era poi fatto prete e aveva tirato avanti fino allora, per venticinque o trent'anni cioè, dando ripetizioni di latino e facendo la comparsa all'Opera di Roma o a Cinecittà».[6].
- Valletti è il cognome che Pasolini sceglie per l'ingegnere protagonista di Petrolio, romanzo rimasto incompiuto, pubblicato postumo nel 1992.

## Filmografia
- Il lumacone, regia di Paolo Cavara (1974)
- Il profumo della signora in nero, regia di Francesco Barilli (1974)
- Il poliziotto è marcio, regia di Fernando Di Leo (1974)
- L'educanda, regia di Franco Lo Cascio (1975)
- Salò o le 120 giornate di Sodoma, regia di Pier Paolo Pasolini (1975)
- Frankenstein all'italiana, regia di Armando Crispino (1975)
- Superuomini, superdonne, superbotte, regia di Alfonso Brescia (1975)
- Il cav. Costante Nicosia demoniaco ovvero: Dracula in Brianza, regia di Lucio Fulci (1975)
- Salon Kitty, regia di Tinto Brass (1976)
- Febbre da cavallo, regia di Steno (1976)
- Pasqualino Settebellezze, regia di Lina Wertmüller (1976)
- Stato interessante, regia di Sergio Nasca (1977)
- Io ho paura, regia di Damiano Damiani (1977)
- Tutto suo padre, regia di Maurizio Lucidi (1978)
- Arrivano i gatti, regia di Carlo Vanzina (1980)